# Callistethus marginatus
Callistethus marginatus är en skalbaggsart som beskrevs av Fabricius 1792. Callistethus marginatus ingår i släktet Callistethus och familjen Rutelidae. Inga underarter finns listade.